# Kjerringøy gamle handelssted

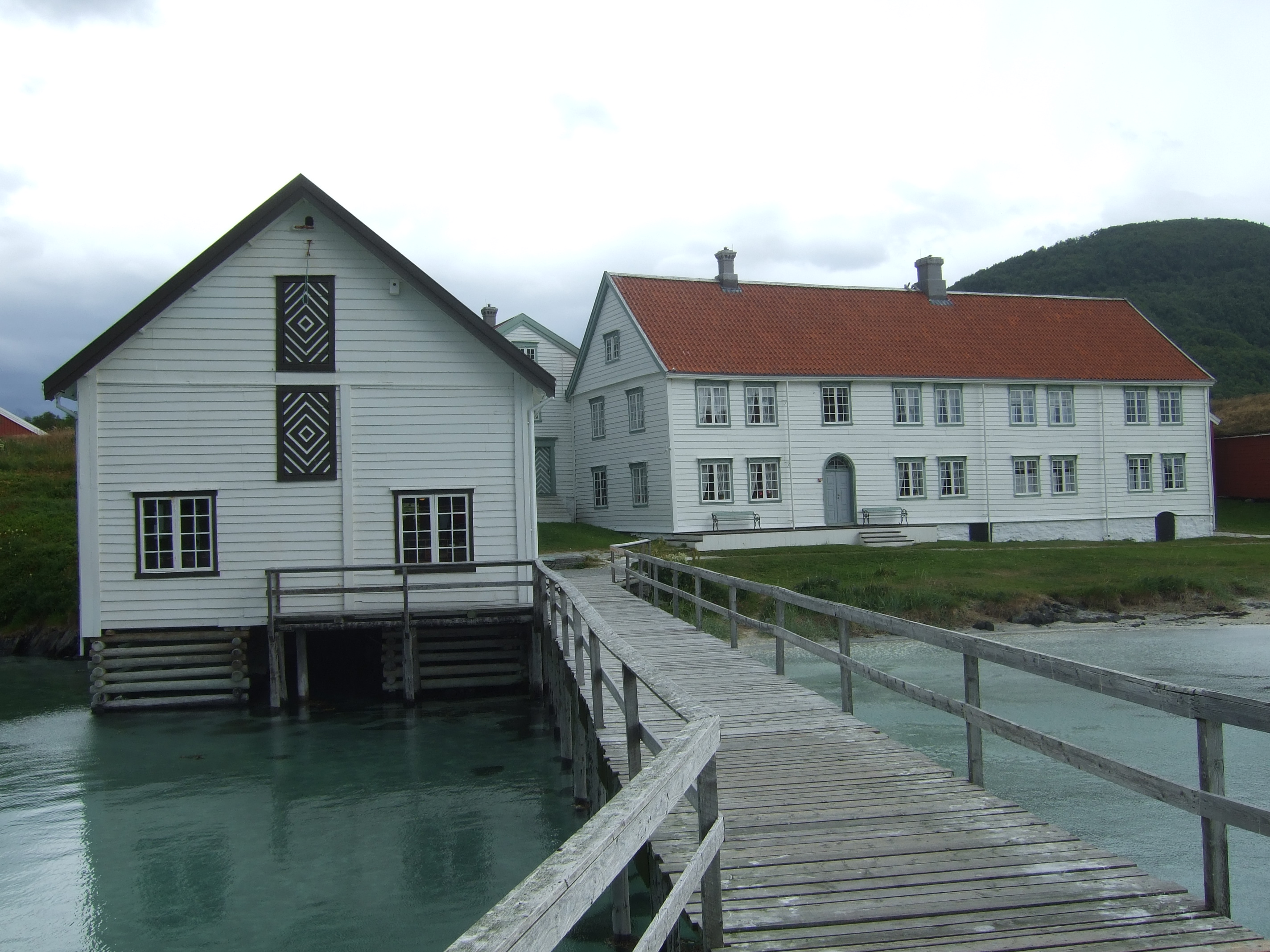

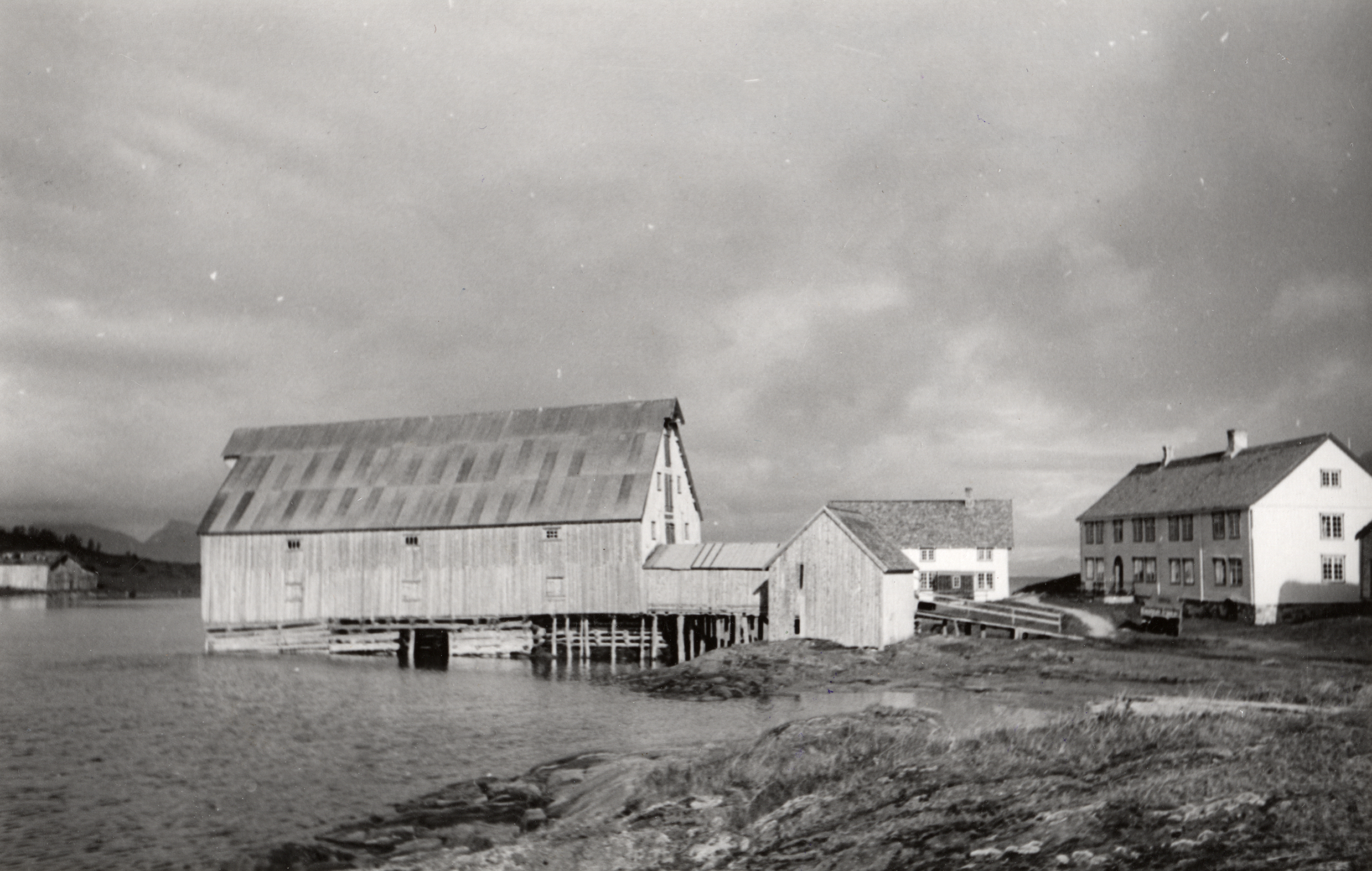
Kjerringøy 1948

Das Museum Kjerringøy handelssted ist ein Freilichtmuseum nördlich von Bodø in Nordnorwegen, fylke Nordland. Es zeigt 15 in situ erhaltene Gebäude eines an einem natürlichen Hafen gelegenen Handelspostens. Der Betrieb des Hafens wurde in den 1950er Jahren eingestellt und das Gelände 1959 vom Nordland-Museum in Bodø erworben.
Im 17. Jahrhundert war Kjerringøy ein Handels- und Marktplatz. 1750 übernahm Johannes Staalenius Bernhoft den Platz als Kronland und errichtete die ältesten heute erhaltenen Gebäude. Er war als Reeder im Frachttransport engagiert und betrieb ein Gasthaus. 1791 erhielt sein Sohn Adam Hubøl Schorut Bernhoft die Lizenz für die Gastwirtschaft. Die Blütezeit des Ortes begann 1803 mit dem Kauf durch Christian Lorentzen Sverdrup. Er betrieb ein Einzelhandelsgeschäft, ein Gästehaus, Landwirtschaft, ein Transportunternehmen, die Poststelle und war Fischhändler. Er baute eine Reihe von heute noch erhaltenen Häusern. Seine Tochter heiratete in zweiter Ehe Erasmus Benedikt Kjerschow Zahl. Er war ein versierter Kaufmann, Reeder und Großgrundbesitzer. Während dessen Zeit war Kjerringøy eines der reichsten Handelszentren der Region. 
Der Ort mit seiner Umgebung spielt eine Rolle im Leben und Werk des jungen Knut Hamsun, der in seiner wirtschaftlichen Not 1879 den Kaufmann Zahl um Geld bat und von ihm offenbar 1000 Kronen erhielt. Zahl wurde später als Kaufmann Mack eine Figur in mehreren Romanen Hamsuns. 
Kjerringøy ist heute eine beliebte Filmkulisse.